# Neuroleon ducorpsi
Neuroleon ducorpsi là một loài côn trùng trong họ Myrmeleontidae thuộc bộ Neuroptera. Loài này được Navás miêu tả năm 1914.